# Viridrillia
Viridrillia é um gênero de gastrópodes pertencente a família Pseudomelatomidae.

## Espécies
- Viridrillia aureofasciata García, 2008[2]
- Viridrillia cervina Bartsch, 1943[3]
- Viridrillia hendersoni Bartsch, 1943[4]
- Viridrillia williami Bartsch, 1943[5]